# Landström (sjöfart)

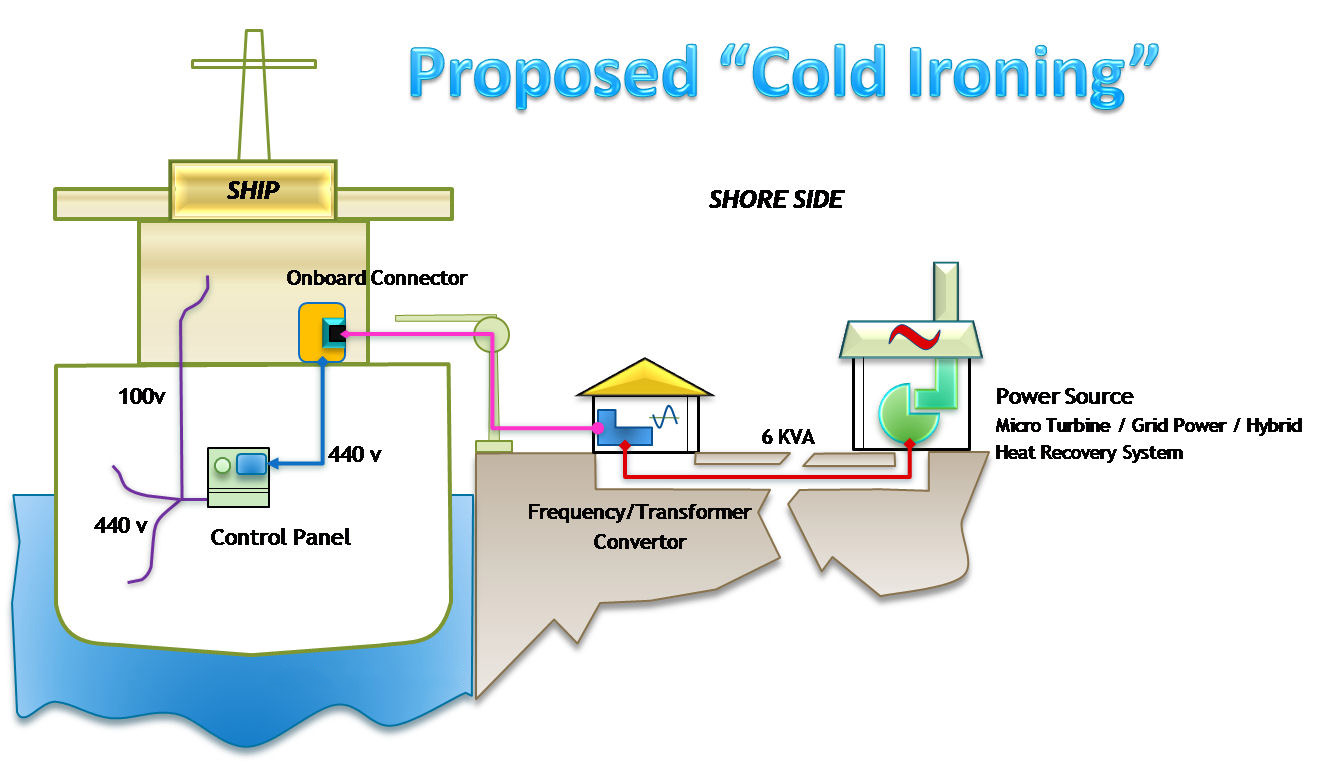
Princip för landströmförsörjning

Landström, att ta landström, är en nautisk term som innebär att man kopplar upp båtens elsystem mot det som finns i land.
På stora fartyg kopplar man upp sig mot en högspänningsanläggning på land, via en grov kabel. Ombord på fartyget finns sedan en transformatorstation samt ett ställverk som distribuerar el-energin till fartygets olika förbrukare. Det innebär en miljövinst att yrkesfartyg har tillgång till landström eftersom man då inte behöver köra sina motorer eller hjälpmotorer under stillaliggandet i hamn.
På fritidsbåtar innebär detta vanligtvis att man drar iland en landströmskabel till ett elskåp som är placerat på bryggan. Man får då 230 volt växelspänning ombord. Ombord på båten kopplas landströmskabeln till en speciell elcentral med jordfelsbrytare säkring och vidare till jordade eluttag. Vanligtvis kopplas båtens batteriladdare till landströmmen, batteriladdaren förser sedan båtens lågspänningssystem med ström.
Då laddarens minuspol ofta sammanfaller med landströmmens skyddsjord och minusjordning i kölbultar eller motorblock innebär detta att båtens metalldelar som är monterade under vattenytan utsätts för en kraftig galvanisk korrosion. Detta kan bero på att elnätets jordpunkt har en annan potential än vattnets, ligger båten dessutom förtöjd i saltvatten ökar korrosionen. Problemet avhjälps genom att montera en skyddstransformator.